# Stazione di Assemini Carmine
Stazione di Assemini Carmine vasútállomás Olaszországban, Szardínia régióban, Assemini településen.

## Vasútvonalak
Az állomást az alábbi vasútvonalak érintik:
- Cagliari–Golfo Aranci Marittima-vasútvonal

## Kapcsolódó állomások
A vasútállomáshoz az alábbi állomások vannak a legközelebb: 
- Stazione di Cagliari Elmas (Stazione di Cagliari, Cagliari–Golfo Aranci Marittima-vasútvonal)
- Stazione di Assemini (Stazione di Golfo Aranci, Cagliari–Golfo Aranci Marittima-vasútvonal)